# Kaj og Andrea
Kaj og Andrea var et dansk tv-program for børn, som blev sendt mellem 1971-1975 og igen mellem 1996-2007 på DR1. Programmet er skrevet af Katrine Hauch-Fausbøll og Kjeld Nørgaard. Programmet havde premiere den 8. marts 1971 og løb i 83 afsnit, og igen fra 5. januar 1999 til 17. marts 2007 i 100 afsnit á ca. 29 minutters varighed. I programmet optræder dukkeparret frøen Kaj og papegøjen Andrea sammen med Povl Kjøller og Kjeld Nørgaard (1971-1975) og i de nyere udsendelser sammen med Ole (Ole Kibsgaard) og/eller Karla (Christine Skou).
Stemmerne til Kaj og Andrea leveres af Kjeld Nørgaard (Kaj) og Hanne Willumsen (Andrea), der har opfundet de to figurer.
Blandt programmets sange kan eksempelvis nævnes "Bakke Snagvendt-Sangen" som er yderst populær blandt programmets unge (og ældre) seere.
Figurerne Kaj og Andrea blev i 2006 optaget i Kulturkanonens Børnekanon.

## ProgrammetKaj og Andrea
Kaj og Andrea havde deres eget børneprogram, som blev sendt på DR i årene 1971-1975 (83 afsnit) og igen i 1996-2007 (100 afsnit).
Den 8. marts 1971 havde Danmarks Radio premiere på Kaj og Andrea bortset fra at Kaj ikke medvirkede. Andrea startede nemlig alene i DR-børneprogrammet Legestue der havde premiere den 8. marts 1971 kl. 9.30. Flere af programmets sange var med i sangbogen Legestuens Sangbog i 1974. 
Andrea optrådte syv gange sammen med Povl Kjøller og Kjeld Nørgaard før Kaj kom til den 22. november 1971.
Andreas stemme blev kopieret fra en kunde i Hannes fars købmandsbutik. Andrea er opkaldt efter Kjeld Nørgaards mormor.

## Afsnit 1999-2007

### Sæson 1
1. Kaj og Andrea mødes igen (sendt første gang 5. januar 1999)
2. Kaj og Andrea leger elefant (sendt første gang 12. januar 1999)
3. Kaj og Andrea leger læge (sendt første gang 19. januar 1999)
4. Kaj og Andrea føler sig frem (sendt første gang 26. januar 1999)
5. Kaj og Andrea slukker en brand (sendt første gang 2. februar 1999)
6. Kaj og Andrea holder fastelavn (sendt første gang 9. februar 1999)
7. Kaj og Andrea og 'Fyrtøjet' (sendt første gang 16. februar 1999)
8. Kaj og Andrea leger med æg (sendt første gang 23. februar 1999)
9. Kaj og Andrea fortæller om drager (sendt første gang 2. marts 1999)
10. Kaj og Andrea og Svinedrengen (sendt første gang 9. marts 1999)
11. Kaj og Andrea leger med vand (sendt første gang 16. marts 1999)
12. Kaj og Andrea sår og sår og sår (sendt første gang 23. marts 1999)
13. Jul (sendt første gang 28. december 1999)

### Sæson 2
1. Kaj og Andrea får lopper (sendt første gang 15. februar 2000)
2. Kaj og Andrea leger skole (sendt første gang 22. februar 2000)
3. Kaj og Andrea leger Tarzan og Prinsesse Jane (sendt første gang 29. februar 2000)
4. Kaj og Andrea leger med tænder (sendt første gang 7. marts 2000)
5. Kaj og Andrea bliver smittede (sendt første gang 14. marts 2000)
6. Kaj og Andrea er både sure og glade (sendt første gang 21. marts 2000)
7. Kaj og Andrea leger med sæbebobler (sendt første gang 28. marts 2000)
8. Kaj og Andrea og 'Snehvide' (sendt første gang 4. april 2000)
9. Kaj og Andrea leger bondegård (sendt første gang 11. april 2000)

### Sæson 3
1. Så er der fest (sendt første gang 13. januar 2001)
2. Kaj og Andrea møder frøfætter Willy (sendt første gang 20. januar 2001)
3. Kaj og Andrea leger stærk som Pippi og sejler ud til Willy (sendt første gang 27. januar 2001)
4. Kaj og Andrea spiller på trommer og klaver - mens Karla passer sit nye job (sendt første gang 3. februar 2001)
5. Kaj og Andrea leger med Oles lyde - på dåse! (sendt første gang 10. februar 2001)
6. Kaj og Andrea leger far, mor, børn og sørøver (sendt første gang 17. februar 2001)
7. Kaj og Andrea klæder sig ud fra top til tå - og spiller Askepot (sendt første gang 3. marts 2001)
8. Kaj og Andrea på en øde ø (sendt første gang 10. marts 2001)

### Sæson 4
1. Kaj og Andrea som babyer (sendt første gang 18. maj 2002)
2. Kaj og Andrea, Robinson og Willy (sendt første gang 18. maj 2002)
3. Kaj og Andrea og Pinocchio (sendt første gang 9. november 2002)
4. Kaj og Andrea spiller teater (sendt første gang 16. november 2002)
5. Kaj og Andrea i Melodi Grand Prix (sendt første gang 23. november 2002)
6. Kaj og Andrea og Robin Hood (sendt første gang 30. november 2002)

### Sæson 5
1. Kaj og Andrea og Yrsa (sendt første gang 27. september 2003)
2. Kaj og Andrea i Bjergland (sendt første gang 4. oktober 2003)
3. Babyleg (sendt første gang 11. oktober 2003)
4. Kaj og Andrea i cirkus (sendt første gang 18. oktober 2003)
5. Kaj og Andrea og peberkagerne (sendt første gang 25. oktober 2003)

### Sæson 6
1. Kaj og Andrea leger robotter (sendt første gang 27. marts 2004)
2. Kaj og Andrea højt på tå (sendt første gang 3. april 2004)
3. Kaj og Andrea på landet (sendt første gang 10. april 2004)
4. Gys og gru (sendt første gang 17. april 2004)
5. Kaj og Andrea er meget små (sendt første gang 24. april 2004)
6. Hit med Kaj og Andrea (sendt første gang 1. maj 2004)
7. Kaj og Andrea og Greven af gips (sendt første gang 8. maj 2004)

### Sæson 7
1. Kaj og Andrea juler igen! (sendt første gang 26. december 2004)
2. Kaj og Andrea og et reklameeventyr (sendt første gang 2. januar 2005)
3. Kaj og Andrea i ørkenen (sendt første gang 9. januar 2005)
4. Kaj og Andrea som babyer - nok engang! (sendt første gang 16. januar 2005)
5. Kaj og Andrea redder Willy (sendt første gang 23. januar 2005)
6. Kaj og Andrea gætter H.C. Andersen (sendt første gang 30. januar 2005)

### Sæson 8
1. Kaj og Andrea som vikinger (sendt første gang 1. januar 2006)
2. Kaj og Andrea leger Grønland (sendt første gang 8. januar 2006)
3. Kaj og Andrea spiller 'Tør du?' (sendt første gang 15. januar 2006)
4. Kaj og Andrea leger Peter Pan (sendt første gang 22. januar 2006)
5. Kaj og Andrea leger Adam og Eva (sendt første gang 29. januar 2006)
6. Kaj og Andrea er med i Juhu (sendt første gang 5. februar 2006)

### Sæson 9
1. Kaj og Andrea leger under vandet sammen med Ole (sendt første gang 17. februar 2007)
2. Kaj og Andrea er med i Oles trylleshow (sendt første gang 24. februar 2007)
3. Kaj og Andrea leger skibbrud (sendt første gang 3. marts 2007)
4. Kaj og Andrea får deres ønskedrømme opfyldt (sendt første gang 10. marts 2007)
5. Kaj og Andrea leger forelskelse (sendt første gang 17. marts 2007)